# Hasan Arnautović
Hasan Arnautović (Bihać, 10. kolovoza 1951.) televizijski snimatelj.

## Biografija
Rođen u Bihaću, osnovnu i srednju školu završio u Bihaću. Nakon škole zaposlio se kao fotoreporter u listu "Krajina", a nakon odsluženja vojnog roka honorarno radi za Televiziju Sarajevo. U stalni radni odnos je primljen 1978. kao snimatelj u dopisništvu Bihać. U proteklih 40 godina rada fotoaparatom i kamerom zabilježio je mnoge događaje na području Bihaća, Bosne i Hercegovine, Hrvatske i drugih zemalja u okruženju. Kamerom je proputovao skoro cijelu Europu, afričke zemlje, Sijera Leone, Senegal, Katar. U posljednje vrijeme bavi se dokumentarnim filmovima, učestvuje na mnogim festivalima  diljem svijeta. U stalni radni odnos je primljen 1978. kao snimatelj u dopisništvu Bihać. Do 1991. radi s filmskom kamerom „Bolex“, a u Bihaću s video kamerom. Umirovljen je 2016. Od umirovljenja je član Asocijacije snimatelja Bosne i Hercegovine.

## Filmografija
Počeci snimanja kreću iz studentskih dana, dok zapošljavanjem u TV SA snima veći broj reportaža, dokumentarnih filmova, od kojih je prvi festivalski film „Srce tame“ 1987. godine. Unazad desetak godina napravio je veliki broj dokumentarnih filmova, koje šalje na međunarodne festivale.
Dva puta je član žirija na međunarodnom festivalu turističkog i ekološkog filma SILAFEST-Srbija.

## Nagrade
Filmovi su stvoreni u produkciji Televizije Bosne i Hercegovine, iako je u mirovini i dalje je suradnik TVBH s radom vlastite produkcije. Prvo sudjelovanje na festivalu je u Đakovu, u Republici Hrvatskoj, s filmom „Mlinovi izgubljeni u vremenu“, gdje je nagrađen specijalnim priznanjem od žirija. Nakon toga nastupio je na festivalima “Silafest“ u Srbiji, „Jahorina filmfestival“, „Zagreb tur film  festival“, „Mefest“ u Srbiji, “Srem film festival“ festival turističkog filma u Bakuu, festival turističkog filma u Turskoj. Od ovih festivala je dobio niz nagrada za svoje filmove. Za film „Una“, prvu nagradu za promotivni film na „Jahorina film festivalu, na istom festivalu i nagradu za film „Bihać, "grad za sva vremena“, koji je dobio i nagradu „Plavi Dunav“ na „Silafestu“. Za film „Javorov kod“, dobio je nekoliko nagrada, filmska prića  koju radi u Kozarcu kod Prijedora s filmom „Mehmedova crkva“, scenariste Mirze Sadikovića. Učeytovao je na festivalu katoličkog filma na Trsatu, u Rijeci. Dok na „Viva“ festivalu u Sarajevu dobiva treću nagradu za film „Vrijeme“ koji govori o zamku Ostrožac, sa svojom 1000-godišnjom povjesti, za koji dobiva dvije nagrade na Silafestu, za montažu i Srem film festivalu specijalnu nagradu za umjetnički izraz u turističkom filmu. Dobiva glavnu nagrau u kategoriji reportaža na Zagreb tur film festivalu u Zagrebu za film Raif.
- "Mlinovi izgubljeni u vremenu"-specijalna nagrada 7. Međunarodni festival filma "Srce Slavonije"; Đakovo[9]
- "Javorov kod",specijalna nagrada "Jahorinafilm festival", "Sremfilm festival", specijalna nagrada na "Grinfilm festivalu"-Crna Gora
- "Una"- najbolji kratki film,nagrada "Zlatni javor-"Jahorinafilm festival" i specijalna nagrada "Sremfilm festival", specijalna nagrada "Mefest"-Srbija
- "Vrijeme", nagrada najbolja montaža Silafest, specijalna nagrada "Sremfilm festival"
- "Serenada boja", specijalna nagrada-Silafest
- " 2 Jahorina filmfestival", najbolji turistički film u regionalnoj selekciji "Raif"

## Drugi o njemu
- balkans.aljazeera.net
- reprezent.ba
- srpskainfo.com/hasan-arnautovic